# Kevin Farias
Kevin Aluthgama Farias (Porto Alegre, 21 de março de 1990) é um jogador de futsal brasileiro. Atualmente, joga pelo Cascavel Futsal e pela Seleção Brasileira de Futsal na posição de ala.